# Beta Virginis
Beta Virginis (β Vir, Zavijava) – jedna z najjaśniejszych gwiazd w gwiazdozbiorze Panny.

## Nazwa
Gwiazda ma nazwę własną Zavijava, wywodzącą się od arabskiego ‏زاوية العواء‎ Zāwiyat ul-ʿAwwā', która oznacza dosłownie „krawędź”, „kąt Szczekającego [Psa]”, gdyż taką nazwę nosił asteryzm, w którym Arabowie umieszczali tę gwiazdę. W atlasie Bečvářa występuje pod nazwą Alaraph o nieznanym pochodzeniu. Międzynarodowa Unia Astronomiczna w 2016 roku formalnie zatwierdziła użycie nazwy Zavijava dla określenia tej gwiazdy.

## Charakterystyka obserwacyjna

Położenie w gwiazdozbiorze Panny

Gwiazda na niebie znajduje się blisko zachodniej krawędzi gwiazdozbioru Panny, na północny zachód od Porrimy (Gamma Virginis) i Zaniah (Eta Virginis), na południowy zachód od Vindemiatrix (Epsilon Virginis) i na południe od Deneboli (Beta Leonis). Gwiazda ma dwóch optycznych sąsiadów: IDS 11454N0219A i IDS 11454N0219B.

## Właściwości fizyczne
Beta Virginis znajduje się w odległości ponad 35 lat świetlnych od Słońca. Znajduje się w zaawansowanym stadium cyklu życia gwiazdy, a jej wodorowe jądro jest bliskie wypalenia się, na co wskazuje m.in. wysoka metaliczność. Jej wiek szacuje się na ok. 3,3 mld lat.
Wielkość gwiazdowa Beta Virginis wynosi +3,59m, a wielkość absolutna 3,57m.
Zavijava to żółto-biały karzeł należący do typu widmowego F9. Jego temperatura przekracza 6100 K, a jasność jest 3,5 raza większa niż jasność Słońca. Jest gwiazdą 1,36 razy masywniejszą od Słońca i ma 1,681 razy większy promień. Prędkość obrotu wokół własnej osi wynosi 4,71 km/s. Przyspieszenie grawitacyjne na powierzchni gwiazdy wynosi log g = 4,25 ± 0,1.

## Planety
Zgodnie z badaniami z 1997 roku gwieździe mogą towarzyszyć dwie lub trzy planety o charakterze gazowych olbrzymów. Ewentualność tę potwierdzono również w 2004 roku.